# ویتنی ایبل
ویتنی ایبل (انگلیسی: Whitney Able؛ زادهٔ ۶ فوریهٔ ۱۹۸۲) یک هنرپیشه اهل ایالات متحده آمریکا است. وی از سال ۲۰۰۰ میلادی تاکنون مشغول فعالیت بوده‌است.

## بخشی از فیلمشناسی
از فیلم‌ها یا برنامه‌های تلویزیونی که وی در آن نقش داشته‌است می‌توان به آثار زیر اشاره کرد.
- همه پسران عاشق مندی لین هستند (۲۰۰۶)
- شاگرد اول (۲۰۱۳)
- قدم زدن میان قبرها (۲۰۱۴)
- سی‌اس‌آی: نیویورک (۲۰۰۷)
- پرونده سرد (۲۰۰۷)
- دارایی‌های آوا
- نیکیتا (۲۰۱۰)
- ذهن‌های جنایتکار (۲۰۱۰)
- بی‌خدا (مجموعه تلویزیونی) (۲۰۱۷)